# Les Femmes au balcon
Pour plus de détails, voir Fiche technique et Distribution.
Les Femmes au balcon est une comédie horrifique française co-écrite et réalisée par Noémie Merlant, sortie en 2024.
Le film est présenté hors compétition en « Séances de Minuit » au Festival de Cannes 2024.

## Synopsis
À Marseille, trois jeunes femmes vivent en colocation dans un appartement avec un vaste balcon : Ruby, une camgirl qui se met en scène sur sa web-télé, Nicole, aspirante écrivaine qui essaye d'écrire son premier roman, et Élise, actrice qui entretient une relation difficile avec Paul, un avocat. Pendant une canicule, elles contemplent leur mystérieux voisin d'en face, Magnani, qui sort de sa douche, chacune projetant sur lui ses fantasmes. Après un petit accident de voiture impliquant Élise, Magnani invite les trois amies à venir passer la soirée chez lui avec quelques bouteilles. Elles découvrent que son appartement est aussi un studio photo et qu'il est photographe professionnel. À la fin de la soirée bien arrosée, Élise et Nicole rentrent se coucher, laissant Ruby avec Magnani qui veut faire une séance de poses.

## Fiche technique
- Titre français : Les Femmes au balcon[3],[4]
- Réalisation : Noémie Merlant
- Scénario : Noémie Merlant, en collaboration avec Céline Sciamma, avec la participation de Pauline Munier[réf. nécessaire]
- Musique : Uèle Lamore
- Photographie : Evguenia Aleksandrova
- Montage : Julien Lacheray
- Son : Armance Durix, Pierre-Jean Labrusse, Antoine Baudouin
- Décors : Chloé Cambournac
- Costumes : Emmanuelle Youchnovski
- Production : Pierre Guyard
  - Production associée : Philip Boëffard, Christophe Rossignon et Céline Sciamma
  - Production exécutive : Ève François-Machuel
- Sociétés de production : Nord-Ouest Films, France 2 Cinéma, en association avec 5 SOFICA
- Pays de production :  France
- Langue originale : français
- Format : couleur — 1,85:1
- Genre : comédie horrifique, fantastique
- Durée : 103 minutes
- Dates de sortie : 
  - France : 19 mai 2024 (Festival de Cannes) ; 11 décembre 2024 (sortie nationale)
- Classification :
  - France : interdit aux moins de 12 ans avec avertissement

## Distribution
- Souheila Yacoub : Ruby
- Sanda Codreanu : Nicole
- Noémie Merlant : Élise
- Lucas Bravo : Magnani, le voisin d'en face
- Nadège Beausson-Diagne : Denise Fernandez
- Christophe Montenez : Paul
- Nasir Bachouche : Enzo
- François Cottrelle : le mari de Denise
- Annie Mercier : la voisine de Magnani
- Augustin Palvanh : Dams / un fantôme
- Jean-François Comminges : Xavier Duflotte
- Henri Cohen : le gynécologue
- Emanuele Carfora : Diego
- Hamza Raja Mohammad : le caissier du magasin de bricolage
- Amir Baylly : Tony
- Alice Griveau : Katya
- Victor Sansano : Victor, le client de Ruby
- Alexia Lefaix : une modèle photo

## Production
Les Femmes au balcon est le deuxième long métrage réalisé par Noémie Merlant, d'abord connue comme actrice, après son premier film primé Mi iubita, mon amour (2021). Elle écrit le scénario en collaboration avec la cinéaste Céline Sciamma, pour laquelle elle avait joué dans le drame Portrait de la jeune fille en feu (2019).
Les Femmes au balcon est présenté comme une « comédie sanglante, punk et jubilatoire » ou, plus génériquement, comme une « comédie horrifique ». Merlant tient, comme dans sa première réalisation, l'un des rôles principaux, aux côtés de Souheila Yacoub et de Sanda Codreanu — qui avait déjà tenu un rôle important dans Mi iubita, mon amour.
Le tournage est initialement prévu à partir d'août 2023. En raison d'un conflit d'agenda avec le film Emmanuelle d'Audrey Diwan, dans lequel Merlant tient le rôle-titre, le début du tournage est avancé au 10 juillet. Au total, sept semaines de tournage sont prévues à Marseille. Merlant fait de nouveau appel à Evguenia Aleksandrova comme chef-opératrice ainsi qu'à l'ingénieure du son Armance Durix, avec lesquelles elle a déjà travaillé sur le plateau de Mi iubita, mon amour.
La production est assurée par Pierre Guyard pour Nord-Ouest Films, comme sur Mi iubita, mon amour. Le projet est financé par le CNC, ainsi que par Canal+ et France Télévisions. Le coût de production est estimé à 3,5 millions d'euros.

### Radio
- « Noémie Merlant, réalisatrice », Les Midis de Culture de Marie Labory, France Culture, le 10 décembre 2024.